# Rothmoos (Bad Grönenbach)
Rothmoos ist eine Einöde des Kneippheilbades Bad Grönenbach im Landkreis Unterallgäu in Bayern.

## Geografie

### Topographie
Die Einöde Rothmoos liegt etwa zwei Kilometer westlich von Bad Grönenbach auf einer Höhe von 692 m ü. NN. An Rothmoos grenzt im Norden der Weiler Haitzen, im Osten Bad Grönenbach, südlich liegt die Einöde Rechberg. Im Westen schließt sich das Gemeindegebiet von Kronburg an. Rothmoos ist in zwei Teile getrennt, der östliche gehört zu Bad Grönenbach, der westliche zu Kronburg. Rund 700 Meter südwestlich der Einöde verläuft die Iller.

### Geologie
Der Untergrund beider Ortsteile von Rothmoos besteht aus der ungegliederten Oberen Süsswassermolasse, die im Miozän gebildet wurde mit Böden aus Tonen, Schluff, Mergel, Sand und zum Teil aus Kies.

## Geschichte
Die Einöde Rothmoos wurde im Jahr 1534 erstmals erwähnt. Der ältere Teil gehört zur Gemeinde Bad Grönenbach, die Neubauten gehören zur Gemeinde Kronburg.